# Livet blir bättre
Livet blir bättre är en dokumentärserie som började visas på TV3 2011. I serien djupintervjuas olika kända svenskar som haft en svår barndom och/eller genomlevt en livskris. Ursprungligen fokuserade serien på mobbing, och på att visa offer för mobbing att livet blir bättre, för att i senare avsnitt även visa att andra tragedier och motgångar går att övervinna.
Programledare är Renée Nyberg. Under säsong 1 hette serien "Det blir bättre".

## Säsong 1: 2011
- 17 april: Morgan Alling
- 24 april: Jonas Gardell
- 1 maj: Magdalena Graaf
- 8 maj: Linda Lampenius
- 22 maj: Ara Abrahamian
- 29 maj: Peter Jöback

## Säsong 2: 2012
- 11 januari: Patrik Sjöberg
- 18 januari: Jessica Andersson
- 25 januari: Anton Hysén
- 1 februari: Emma Igelström
- 8 februari: Dogge Doggelito
- 15 februari: Sanna Bråding